# リチャード・ユーエル
- リチャード・イーウェル

リチャード・ストッダート・ユーエル（英: Richard Stoddert Ewell、1817年2月8日-1872年1月25日）は、アメリカ陸軍の職業軍人であり、南北戦争のときは南軍の将軍だった。ストーンウォール・ジャクソンやロバート・E・リーの下で上級指揮官として名声を得、戦争の大半で実効を挙げたが、ゲティスバーグの戦いとスポットシルバニア・コートハウスの戦いでの行動が論議を呼び、その功績が曇らされた。

## 生い立ちと初期の経歴
ユーエルはワシントンD.C.のジョージタウンで生まれた。3歳の時からバージニア州プリンスウィリアム郡にある「ストーニー・ロンサム」と呼ばれるマナサス近くの農園で育てられた。父トマス・ユーエル博士と母エリザベス・ストッダート・ユーエルの三男であり、祖父は初代海軍長官のベンジャミン・ストッダート、兄は南軍の士官ベンジャミン・ストッダート・ユーエルだった。
ユーエルは1840年に陸軍士官学校を、同期42名中13番目の成績で卒業した。友人達には、「年寄りの禿頭」、あるいは「ボールディ」（禿頭）と呼ばれた。アメリカ第1竜騎兵連隊の少尉に任官され、1845年に中尉に昇進した。1843年から1845年、フィリップ・セントジョージ・クックおよびスティーブン・ワッツ・カーニーと共にサンタフェ・トレイルやオレゴン・トレイルの護衛任務に就いた。米墨戦争では、ウィンフィールド・スコット将軍の下で認められ、コントレラスの戦いやチュルブスコの戦いでの勇敢さで大尉に昇進した。コントレラスでは、当時工兵大尉で後の指揮官となるロバート・E・リーとともに夜間の偵察を行ったことがあった。
ユーエルはしばらくの間ニューメキシコ準州で任務し、新しく獲得したガズデン購入地域をベンジャミン・ボンビル大佐と共に探検した。1859年にはコーチシュ率いるアパッチ族との小競り合いで負傷した。
1860年、アリゾナ州ブキャナン砦の指揮官をしているときに、健康を害して西部を離れ、療養のためにバージニアに戻った。ユーエルはこの病気のことを、「眩暈、吐き気などがある重病、今は過度に衰弱しており、ときに悪寒に襲われる」と表現していた。この病気と怪我は来るべき南北戦争の間も災いの種となった。

## 南北戦争
国全体が南北戦争に向かって動いている時、ユーエルは概して合衆国支持の感情を持っていたが、出身州のバージニア州が脱退した後の1861年5月7日にアメリカ陸軍から除隊し、バージニア州軍に加入した。5月9日には騎兵隊の大佐に任命され、5月31日のフェアファックス・コートハウスの小競り合いでは、この戦争で負傷した最初の上級士官の一人となった。6月17日には南軍の准将に昇進し第一次ブルランの戦いでは1個旅団を指揮したが、ほとんど戦闘に参加することはなかった。
ユーエルはその外見にも拘らず、また外見の故ではなく部下達に印象を与えた。歴史家のラリー・タッグはユーエルのことを次のように表現した。

### ストーンウォール・ジャクソンと共に
1862年1月24日、ユーエルは少将に昇進し、バレー方面作戦ではストーンウォール・ジャクソンの下で仕え始めた。2人の将軍は協力してことを運び、2人共に非現実的な挙動で注目されたが、2人の間には多くの様式的な違いがあった。ジャクソンは厳格で敬虔なところがあったが、ユーエルは機知に富み、極端に冒涜的だった。戦場ではジャクソンは柔軟性があり、直感に従って動いたが、ユーエルは勇敢で実効を挙げたものの、効果を有効にさせるために正確な指示を求めた。ユーエルは、ジャクソンがその作戦計画について部下に知らせない傾向があることに当初不満だったが、最終的にはジャクソンのやり方に合わせた。
バレー方面作戦の間ジャクソンの小さな軍隊で、ユーエルは見事にその1個師団を指揮し、北軍ジョン・C・フレモント、ナサニエル・バンクスおよびジェイムズ・シールズ各少将が指揮する大部隊に対して、個人的にもかなりの数の戦闘で勝利した。続いてジャクソン軍はリッチモンドに呼び戻されて、ジョージ・マクレラン少将のポトマック軍が遂行していた半島方面作戦に対してリッチモンド市を守るために、ロバート・E・リーの軍に加わった。ゲインズミルの戦いやマルバーンヒルの戦いでは目だった戦い方をした。七日間の戦いでリー軍が北軍を追い払った後で、北軍ジョン・ポープ少将のバージニア軍が北からの攻撃をする怖れがあったので、ジャクソンはその妨害に派遣された。ユーエルは8月9日にシーダー山の戦いで再びバンクス軍を破り、以前のマナサスの戦場に戻って、第二次ブルランの戦いにも良く戦ったが、グラブトンで負傷し、その左足は膝から下を切断された。
この傷から快復する間に、ナッシュビル地区で富裕な未亡人であった従姉妹のリジンカ・キャンベル・ブラウンから看護された。ユーエルは10代のころからリジンカに惹かれており、1861年やバレー方面作戦の間もそのロマンスを咲かせていたが、この時の密接な世話によって、1863年5月26日のリッチモンドにおける結婚に繋がった。
傷の治療に長く掛かった後で、ユーエルはリーの北バージニア軍に復帰し、チャンセラーズヴィルの戦いに加わった。ジャクソンが1863年5月3日に瀕死の重傷を負ったとき、ジャクソンはユーエルがその軍団指揮を継ぐことを提案した。リーは一時的に騎兵隊指揮官のJ・E・B・スチュアートにその後任を託したが、5月23日、ユーエルは中将に昇進し、第2軍団指揮を任された（この時、やはりジャクソン軍の師団指揮官だったA・P・ヒル中将に新しい第3軍団を任せるためにジャクソン軍から一部引き抜いたので、軍団の大きさはやや小さくなった）。

### ゲティスバーグおよび論争
ゲティスバーグ方面作戦が始まった日の第二次ウィンチェスターの戦いで、ユーエルは北軍の4,000名を捕虜にし、23門の大砲を捕獲するという華々しい功績を挙げた。この時使用済みの弾丸が胸に当たるということがあり、あわや重傷というところを免れた（これはユーエルの軍歴では2回目のことであり、前回はゲインズミルの戦いでだった）。ユーエルの軍団はペンシルベニア州侵攻で先頭を進み、州都のハリスバーグまで到着するばかりまで迫ったが、リーが戦力をゲティスバーグに集結させるために呼び戻された。これらの成功はジャクソンにも比定されるものだった。
しかし、ゲティスバーグの戦いで、ユーエルの軍人としての評判はそれから長く続く下降を始めた。1863年7月1日、ユーエルの軍団は北からゲティスバーグに接近し、北軍第11軍団と第1軍団の一部を撃破し、北軍は町を通って撤退し、町の南にあるセメタリーヒルで防御的な陣を布く事を余儀なくされた。リーは戦場に到着したばかりであり、その陣地の重要性を認めた。リーは「もし可能ならば」セメタリーヒルを獲れという自由裁量のある命令をユーエルに送った。歴史家のジェイムズ・M・マクファーソンは「ジャクソンが生きておれば、疑いも無くそれが実行可能と分かっただろう。しかしユーエルはジャクソンとは違った」と記した。ユーエルは攻撃をしないことを選んだ。
ユーエルは攻撃しないことに幾つかの理由をつけた可能性がある。リーからの命令には本質的な矛盾があった。「実行可能だと判断すれば敵に占領されているあの丘を奪え。しかし、我が軍の他の師団が到着するまでは会戦を避けろ」とされていた。リーはまた、ユーエルが求めたヒルの軍団からの支援を拒んでいた。ユーエルの兵士達は長い行軍と7月の午後の激しい戦闘で疲れており、戦闘隊形を組みなおすことが難しく、ゲティスバーグの通りを抜ける狭い通路を使った丘への攻撃も難しくしていた。エドワード・"アレゲニー"・ジョンソン少将のまだ疲れを知らない師団が到着したばかりだったが、北軍の大きな増援部隊が東からヨークパイクに到着し自軍の側面に対する脅威になっているという情報を受けてもいた。ユーエルのいつもなら攻撃的な部下であるジュバル・アーリー少将もユーエルの決断に同意した。
リーの命令はユーエルに多くの自由裁量を与えたということで批判されてきた。マクファーソンのような歴史家達は、より攻撃的なストーンウォール・ジャクソンが生きてこのリー軍の一翼を指揮しておれば、この命令に対してどのように行動したかを考え、南軍がカルプスヒルあるいはセメタリーヒルを占領しておれば、2日目の戦いはどのように違ったものになったかを推測した。自由裁量のある命令というのは、リーの主要な部下であるジャクソンやジェイムズ・ロングストリートであれば、通常それに良く応え、その独創性を生かしてそのときの条件に反応し、望ましい結果を出したので、リーにとっては習慣的なものだった。このユーエル隊が行動できなかったことは、それが正当化されるにしろされないにしろ、この戦闘における南軍にほとんど確実にその代償をもたらすことになった。ユーエルの軍団が7月2日と3日に北軍の陣地を攻撃したとき、北軍は幾つかの丘を十分に占領し強固な防御を施す時間が有り、南軍の大きな損失に繋がった。戦後、「南部の失われた大義」を提唱する者達は、特に戦闘中にユーエルの部下になっていたジュバル・アーリーだけでなく、アイザック・R・トリンブル少将も、戦闘に破れた責任をリーから逸らせるために、ユーエルを激しく非難した。彼等の論旨の一部は、北軍がその日早くの敗北によって完全に士気をうしなっていたということだったが、ユーエルの兵士も編成がうまく整っておらず、かれらが提案したような決断は、熱い戦闘の最中と戦場の霧の中でよりも、後知恵としてははるかに容易に作られる性質のものである。
7月3日、ユーエルは再度負傷したが、この時はその木製の足だけだった。ユーエルはその軍団を率いてバージニア州への秩序ある撤退を行った。彼の運は弱まり続け、11月にはバージニアのケリーズフォードで負傷した。1864年1月にも、馬が雪上で倒れて負傷した。

### オーバーランド方面作戦とリッチモンド
ユーエルは1864年5月の荒野の戦いでその軍団を指揮し、その軍団を攻撃した北軍の軍団よりも勢力的に上回るという稀な機会を利用して功績を挙げた。スポットシルバニア・コートハウスの戦いでは、ユーエルの不決断、不行動の故に、リーが5月12日にミュールシューで自ら防御陣を率いなければならないと感じた。ある時点で、ユーエルはその逃亡した兵士達を理性を失くして叱り始め、その刀で兵士達の背中を叩いた。リーはその怒りまくる部下を抑え、鋭く「ユーエル将軍、自分を抑えなければだめだ。貴方が自制心を失っているときに、これらの兵士達を統率できると期待できるだろうか？貴方の興奮を抑えられなければ、辞めた方が良い」と言った。この時のユーエルの行動は疑いも無く、リーによって戦後にその秘書官のウィリアム・アランに伝えられたことを元にしており、この日5月12日に、「ユーエルはその日の朝の不幸で完全に動顚しており、あまりに打ちのめされていたので、その有能さを失っていた」とリーは語っていた。
リーは、ユーエルの長引く傷がその問題の原因であると判断し、軍団指揮官から解任して、リッチモンド防衛軍の指揮官に転任させたが、これは北軍が南軍の首都に過大な圧力を掛けている状況を見れば、決して重要でない任務ではなかった。1865年、セイラーズクリークの戦いでそのぼろぼろになった軍隊が包囲され捕獲されたときは、リッチモンドから撤退中だった。これはアポマトックス・コートハウスでリーが降伏する数日前だった。ユーエルは1865年7月までボストン港のウォーレン砦に戦争捕虜として囚われていた。

## 戦後
ユーエルは恩赦を受けた後、テネシー州スプリングヒル近くにある妻の農園で「紳士農園主」としての仕事に隠棲した。この農場経営を利益の出るものにさせ、またミシシッピ州で成功している綿花プランテーションも賃貸した。ユーエルはリジンカの子供や孫を溺愛した。コロンビア夫人アカデミー理事会の会長、コロンビアのセントピーターズ聖公会教会の陪餐会員、およびモーリー郡農業協会の会長を務めた。ユーエルとその妻は2人とも3日の間に肺炎で死んだ。2人はナッシュビルのオールドシティ墓地に埋葬されている。死後出版として、『軍人の養成』が1935年に出された。